# Abacaria caledona
Abacaria caledona là một loài Trichoptera trong họ Hydropsychidae. Chúng phân bố ở miền Australasia.